# أدب شفوي
يتوافق  الأدب الشفوي أو الأدب الشعبي مع الأدب في مجال الكلمة المنطوقة بينما يعمل الأدب عامةً في مجال الكلمة المكتوبة.

## لمحة عامة
يشكل الأدب الشفوي بشكل عام مكوناً أساسيًا من الثقافة إلا أنه يعمل في طرق عديدة كما يتوقع المرء من الأدب أن يكون. وقد قدم الباحث الأوغندي بيو زيريمو مصطلح «أوراتشر» Orature  كمحاولة لتجنب التناقض اللفظي، ولكن بقي مصطلح الأدب الشفاهي أكثر شيوعاً في كل من الكتابات الأكاديمية والشعبية.
وتعرفه موسوعة الأدب الأفريقي المحررة من قبل سايمن جيكاندي (روتليدج، 2003) بالتالي: «الأدب الشفوي «أوراتشر» يعني ما يتم تناقله من خلال الكلمة المنطوقة، ولإنه يعتمد على اللغة المنطوقة فإنه يحيا فقط في مجتمع مفعم بالحياة. فحيثما تتلاشى الحياة الاجتماعية تفقد الشفوية وظيفتها وتموت. إذ أنها تحتاج أفراد في وسط اجتماعي حي، إنها تحتاج إلى الحياة ذاتها.»
وذُكر في الصفحة 204 من كتاب الأغاني والسياسة في شرق أفريقيا الذي حرره كيماني نوجو وهيرفي موبيو عام 2007  أن زيرمو الذي صاغ مصطلح «أوراتشر» Orature  يعرفه بأنه:«استخدام النطق كوسيلة جمالية للتعبير» (كما اُقتبس عن نغوغي وا ثيونغو). ووفقاً  لكتاب تعريف التعابير الجديدة والطرق البديلة للتعبير المحرر من قبل إيكهارد بريتيجر (رودوبي، 1996, الصفحة 78): «هذا يعني بأنه كان على أي» مجتمع شفهي«بأن يطور وسائل لإدامة الكلمة المنطوقة على الأقل لمدة من الزمن. نحن نميل إلى اعتبار أنواع الأدب الشفوي (أوراتشر) جميعها بأنها تنتمي إلى مجموعة الفلكلور المتجانسة.»
إن المجتمعات السابقة التي لم تطور استخدام الكتابة بعد لم تكن تمتلك أدب مكتوب حينها ولكنها قد تمتلك تراث شفهي متنوع وغني من مثل الملاحم الشعبية والفولكلور وضرب الأمثال والأغاني الشعبية، حيث يساهم كلاً منها في تشكيل الأدب الشفوي بشكل فعال. وحتى عندما يتم تجميعهم ونشرههم من قبل علماء الفلكلور وعلماء دراسة جمع وكتابة الأمثال فإنه يشار إلى نتيجة العمل في أغلب الأحيان باسم الأدب الشفوي. وتشكل الأنواع المختلفة من الأدب الشفوي للباحثين تحديات تصنيفية بسبب الديناميكية الثقافية في العصر الرقمي الحديث.
وقد تستمر التقاليد الشفوية عند المجتمعات الملمة بالكتابة (المجتمعات المتعلمة) خاصة في داخل العائلة من خلال قصص ما قبل النوم كمثال أو في داخل البنية الاجتماعية الغير رسمية (العامية). 
ويمكن اعتبار سرد الأساطير الحضرية كمثالاً على الأدب الشفوي، ومن مثل ذلك أيضاً النكات والشعر الشفهي الذي يتضمن فن الصلام الذي كان له ظهور تلفزيوني في برنامج ديف بوتري (Def poerty) لروسيال سايمونز. فالشعر الأدائي هو نوع من أنواع الشعر الذي يتجنب الشكل الكتابي للشعر.

## تاريخ الأدب الشفوي
تظهر المعرفة التقليدية في المجتمعات التي تمتلك طرق تواصل شفهية قوية كشيء عام يشمل كلاً من الأدب الشفوي والأدب المكتوب كله من ضمنه الكتابات المتطورة، وكما يحتمل أيضًا الفن الأدائي والبصري الذي من الممكن أن يتفاعل مع الأشكال الأخرى من الأدب أو أن يوسع طرق التعبير عنها أو أن يقدم وسائل تعبيرية إضافية. فلذلك حتى ولو لم يكن هنالك عبارة في اللغة المحلية تُستخدم بمعنى الأدب الشفوي فإن ما يشكله هذا الأدب كما هو مفهوم اليوم هو أنه بالفعل جزء  أو كلاً من وسائل المعرفة التقليدية الذي يستخدمه المجتمع لتأسيس شؤون ثقافية شفوية عميقة ومشتركة بين أفراده. ومن هذا المنطلق، يعد التعبير الشفوي عادة قديمة وفكرة طبيعية للاتصالات المبكرة القديمة ولتناقل العلم والثقافة لفظًا في بدايات المجتمعات الإنسانية المُعتَمِدة على اللغة. وبذلك يفترض أنه قد تم الاعتراف بالأدب الشفوي في أوقات تسبق تسجيل التاريخ باستخدام وسائل غير شفوية مثل الكتابة والرسم.
و نُشر مفهوم الأدب الشفوي بشكل أوسع بعد أحداث سابقة للقرن التاسع عشر من قبل هيكتر مونو تشادويك ونورا كيرشاو تشادويك في عملهما المقارن عن «نمو الأدب» (40-1932). ونشر ألبرت ب.لورد في عام 1960 كتاب مغني الحكايات (The Singer of Tales) الذي يفحص الانسيابية في كلاً من النصوص القديمة وما يلحقها وكما يفحص استخدام نظريات الصيغ الشفاهية أثناء التأليف في الأداء خاصة من قبل الشعراء الأوروبيين الشرقيين المعاصريين الذين يسردون حكايات تقليدية طويلة.
و يظهر مصطلح الأدب الشفوي في السبعينات في أعمال الأدباء وعلماء الأنثروبولوجيا ومنهم: فينيجن  (1970,1977) وجوروج كارادي (1982) وياومان (1986) وفي مقالات مجلة Cahiers de Littérature Orale
[4]

## ثقافة الصم
بالرغم من تواصل الأشخاص الصم يدويًا بدلاً من شفهيًا إلا أنه تعتبر ثقافتهم وتقاليدهم من نفس فئة الأدب الشفوي. فتُنتقل القصص والنكات والشعر من شخص إلى آخر من غير وسيط مكتوب.

## مزيد من القراءة
- Finnegan, Ruth (2012), Oral Literature in Africa. Cambridge: Open Book Publishers. CC BY edition
- Ong, Walter (1982), Orality and Literacy: the technologizing of the word. New York: Methuen Press.
- Tsaaior, James Tar (2010), "Webbed words, masked meanings: Proverbiality and narrative/discursive strategies" in D. T. Niane's Sundiata: an epic of old Mali. Proverbium 27: 319-338.
- Vansina, Jan (1978), "Oral Tradition, Oral History: Achievements and Perspectives", in B. Bernardi, C. Poni and A. Triulzi (eds), Fonti Orali, Oral Sources, Sources Orales. Milan: Franco Angeli, pp. 59–74.
- Vansina, Jan (1961), Oral Tradition. A Study in Historical Methodology. Chicago and London: Aldine and Routledge & Kegan Paul.

## روابط اضافية
- World Oral Literature Project: voices of vanishing worlds, جامعة كامبريدج